# Awrahm Berkowitz
Awrahm “Awi” Berkowitz, hebräisch: אברהם ("אבי") ברקוביץ  (geboren am 4. November 1988 in London) ist ein  mit der National Security Medal ausgezeichneter Jurist und Politiker.

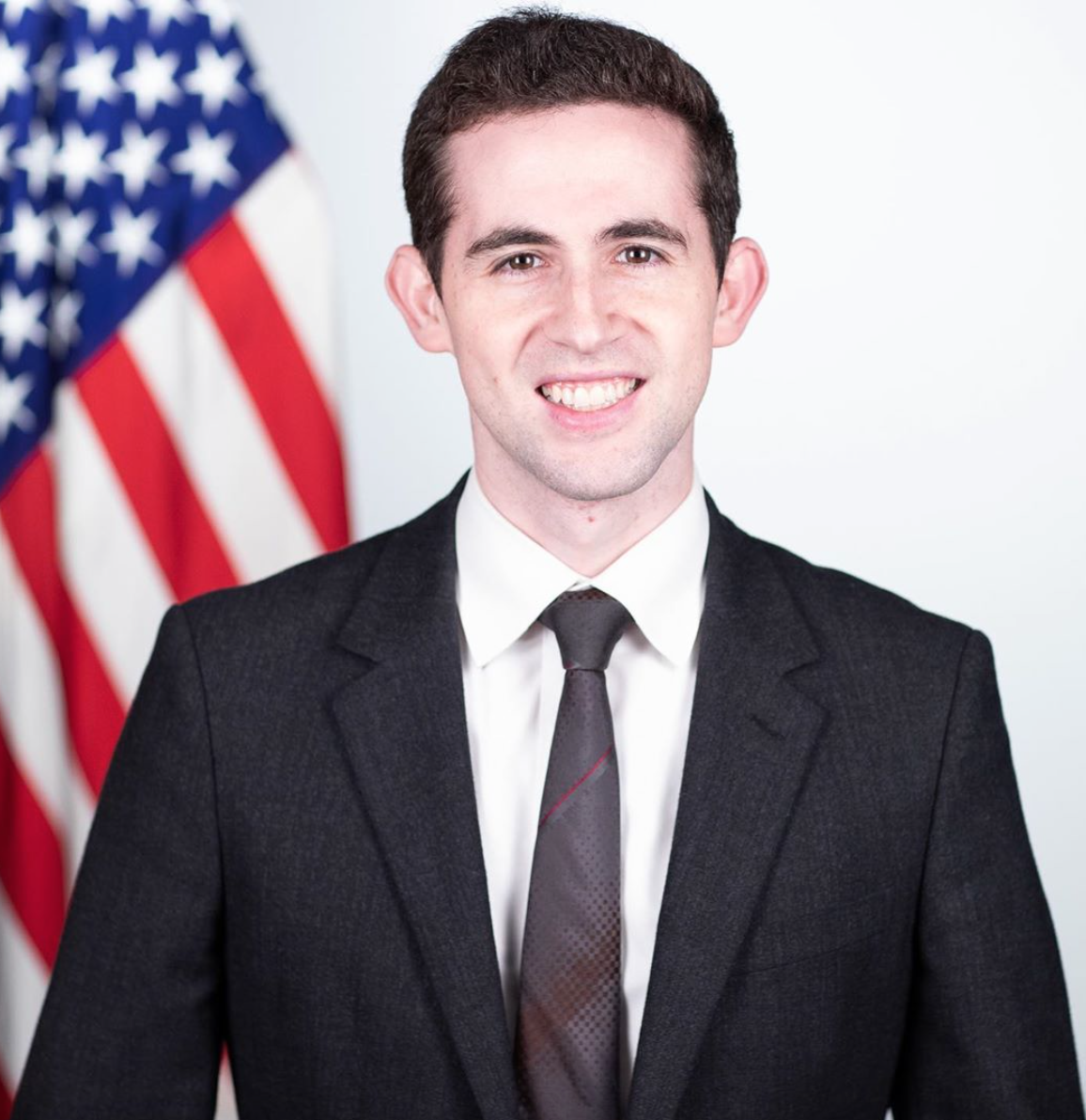
Berkowitz

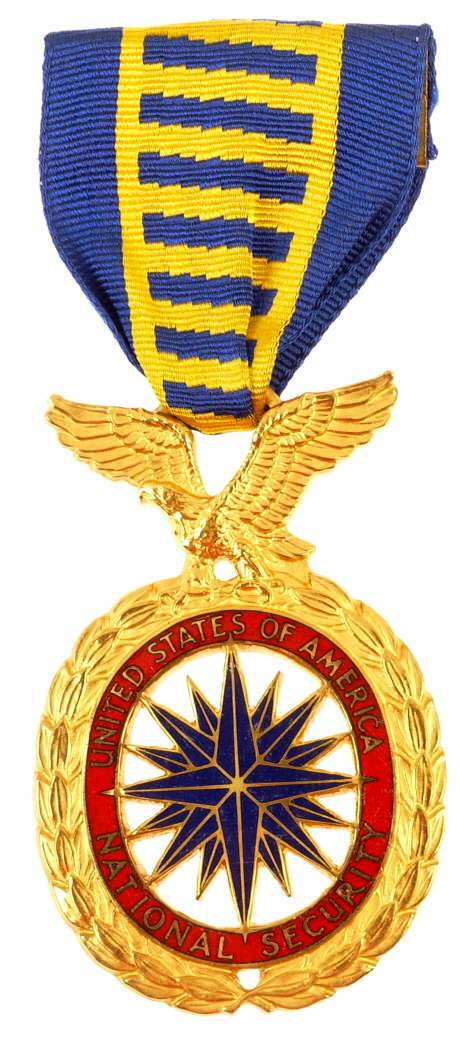
National Security Medal

## Leben
Berkowitz wuchs in Lawrence auf Long Island im Nassau County im US-Bundesstaat New York auf. Er besuchte die  Yeshiva of Far Rockaway   auf der Rockaway-Halbinsel des New Yorker Bezirks Queens, die 1969 von   Jechiel Jitzchak Perr, hebräisch: יחיאל יצחק פֶּאר gegründet wurde. Danach besuchte er die  Yeshiva Kol Torah in Jerusalem. 2009  kehrte er in die USA zurück, um das Ner Israel Rabbinical College in Baltimore zu besuchen, wo er sein Grundstudium begann, bevor er zum Queens College wechselte, wo er sein Grundstudium abschloss. 2016 absolvierte er ein Jurastudium an der Harvard Law School.

## Sonderbeauftragter für internationale Verhandlungen
Am 1. November 2019 wurde Berkowitz zum Assistenten des Präsidenten und Sonderbeauftragten für internationale Verhandlungen ernannt.  Ende Juni 2020 schlug Berkowitz eine Alternative zur Annexion auf etwa 30 % der West Bank vor, nämlich die Normalisierung mit den Vereinigten Arabischen Emiraten (VAE). Jared Kushner und Berkowitz reisten nach Bahrain, um den Friedensvertrag zwischen Israel und den Vereinigten Arabischen Emiraten am 11. September 2020 in einem Anruf zwischen dem US-Präsidenten Donald Trump, Israels Ministerpräsidenten Benjamin Netanjahu und dem König von Bahrain, Hamad bin Isa Al Chalifa, abzuschließen. Am 23. Oktober 2020 einigten sich Israel und der Sudan auf den Friedensvertrag zwischen Israel und Sudan. Das Abkommen wurde von Jared Kushner, Awi Berkowitz, Robert Charles O’Brien und Mike Pompeo ausgehandelt. Am 10. Dezember 2020 gab Präsident Trump bekannt, dass Israel und das Königreich Marokko vereinbart hätten, umfassende diplomatische Beziehungen aufzunehmen. Das Friedensabkommen zwischen Marokko und Israel wurde von Jared Kushner und Awi Berkowitz ausgehandelt.

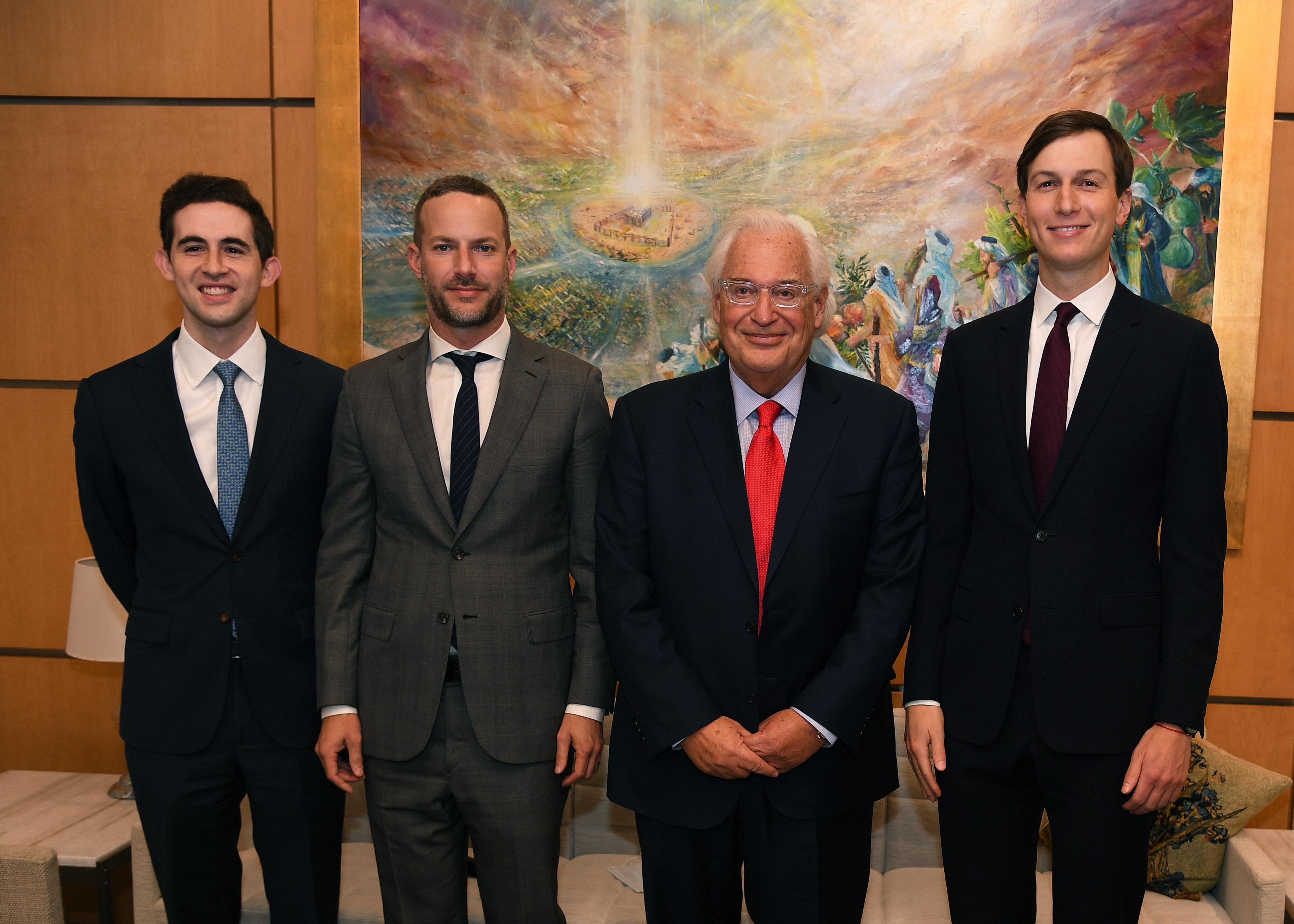
Berkowitz bei der Eröffnung der US-Botschaft in Jerusalem
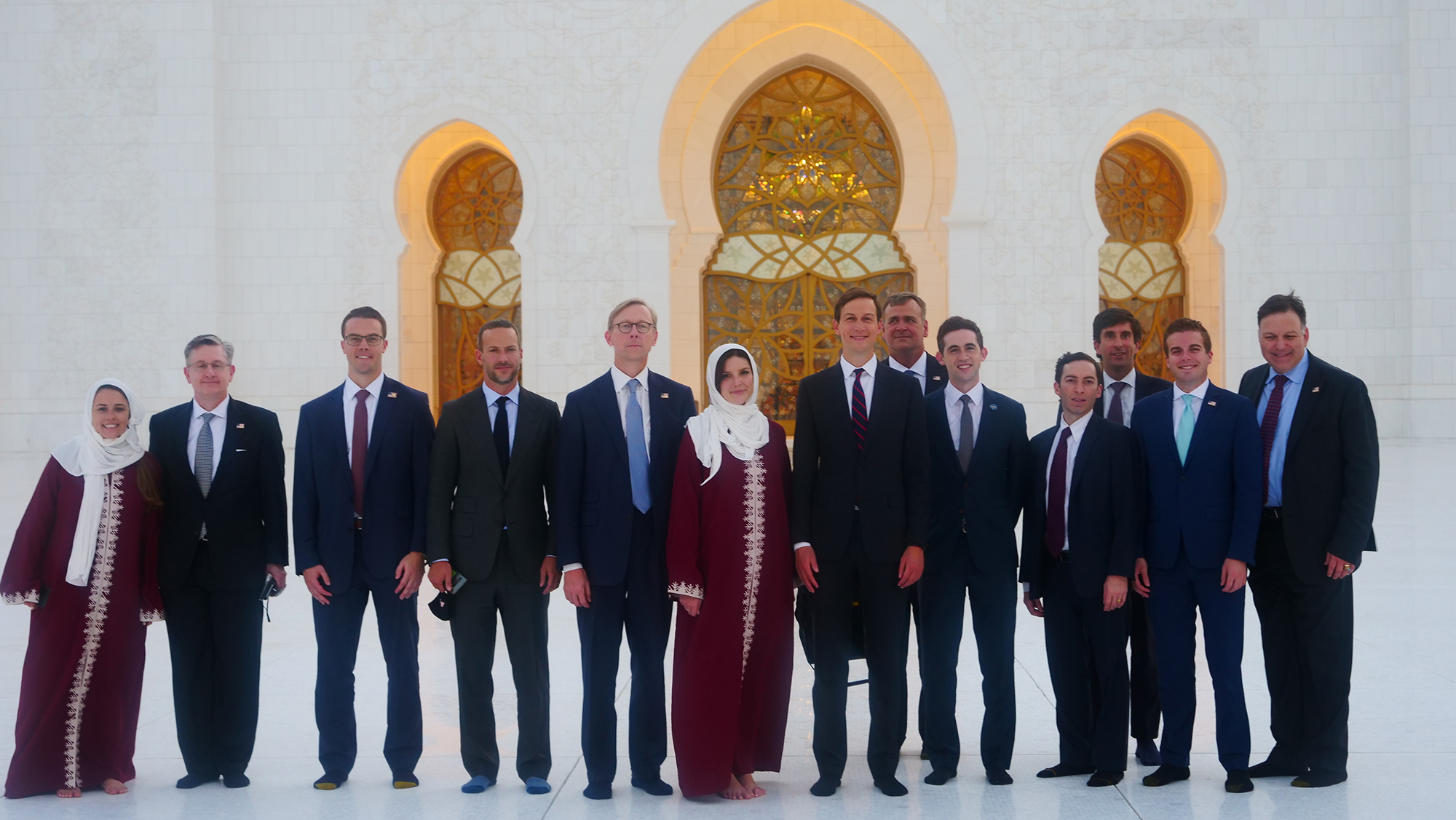
Berkowitz bei dem Abkommen für Israel-VAE
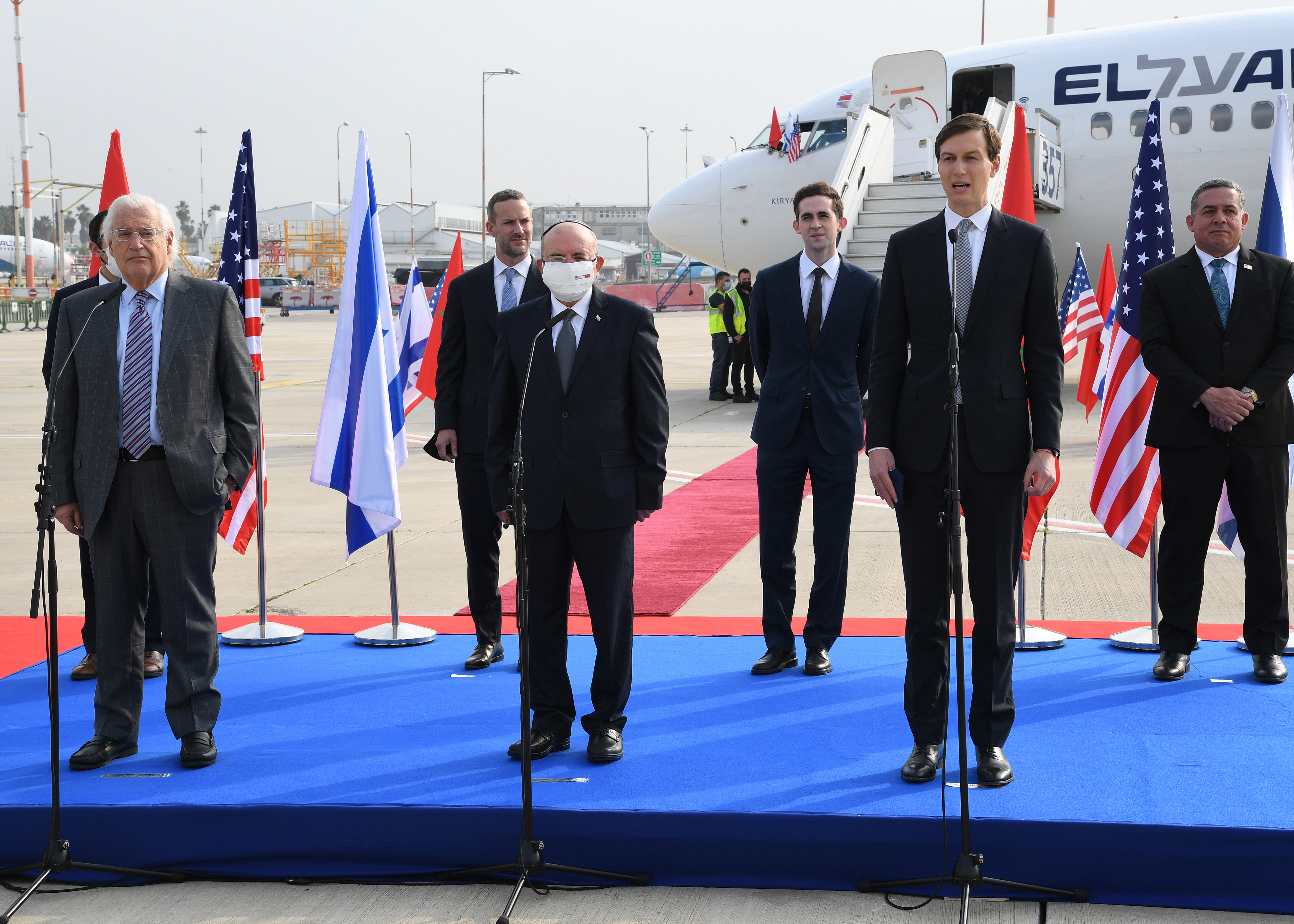
Berkowitz bei dem Abkommen für Israel-Marokko

## Auszeichnungen
Am 28. September 2019 wurde Berkowitz von der Jerusalem Post für seine Rolle als Friedensbotschafter im Nahost-Friedensprozess zu einer der 50 wichtigsten Personen des Jahres 2019 ernannt. Im September 2020 wurde Berkowitz erneut von der Jerusalem Post als eine der wichtigsten Personen des Jahres 2020 ernannt.
Am 23. Dezember 2020 erhielt Berkowitz von dem amtierenden US-Präsidenten Donald Trump die National Security Medal für seine Rolle bei der Vermittlung der Abrahamsabkommen zur Normalisierung der Beziehungen zwischen Israel und vier muslimisch-arabischen Ländern.

## Titel
Berkowitz’ offizieller Titel im Weißen Haus lautet „special assistant to the president and assistant to the senior adviser“ (deutsch: „Sonderassistent des US-Präsidenten und Assistent des leitenden Beraters“).